# Добкевич Антон Казимирович
Антон Казимирович Добке́вич (пол. Antoni Dobkiewicz, нар. 7 жовтня 1875, Київ — пом. 27 серпня 1956, Лодзь) — український і польський піаніст і музичний педагог.

## Біографія
Народився 25 вересня [7 жовтня] 1875 року в місті Києві. 1897 року закінчив юридичний факультет Університету святого Володимира у Києві; 1901 року — Київське музичне училище Російського музичного товариства (клас фортепіано Володимира Пухальського); 1902 року — Віденську музичну академію (клас Теодора Лешетицького).
Упродовж 1904—1910 років викладав у Смоленському музичному училищі; у 1910—1913 роках — у Київському музичному училищі Російського музичного товариства (серед учнів Анатолій Буцький). 1913 року екстерном закінчив Санкт-Петербурзьку консерваторію.
Протягом 1913—1920 років викладав у Київській консерваторії; у 1922—1926 роках — професор Варшавської консерваторії. З 1929 по 1939 рік викладав приватно у Лодзі; у 1945—1956 роках — у консерваторії Лодзі. Помер у Лодзі 27 серпня 1956 року.

## Творчість
Виступав у Києві, Санкт-Петербурзі, Відні, містах Польщі. У репертуарі були твори Людвіга ван Бетговена, Фридерика Шопена, Роберта Шуманна.